# Convolvulus oleifolius
Espèce
Convolvulus oleifolius est une espèce de plantes à fleurs de la famille des Convolvulaceae. C'est une plante pluriannuelle originaire du bassin méditerranéen oriental.

## Description
- Tiges ligneuses
- Feuilles linéaires, lancéolées, argentées
- Fleurs rose pâle de 3 centimètres de diamètre

## Habitat
- Sols pierreux près de la mer.

## Répartition
Grèce, Chypre, Israël, Égypte, Libye.